# Arayatlı
Arayatlı är en ort i Azerbajdzjan.   Den ligger i distriktet Füzuli Rayonu, i den södra delen av landet, 240 kilometer väster om huvudstaden Baku. Arayatlı ligger 147 meter över havet och antalet invånare är 990.
Terrängen runt Arayatlı är huvudsakligen platt, men söderut är den kuperad. Närmaste större samhälle är Böyük Bəhmənli, 11,0 kilometer öster om Arayatlı.
Trakten runt Arayatlı består till största delen av jordbruksmark. Runt Arayatlı är det ganska tätbefolkat, med 104 invånare per kvadratkilometer.